# Prog
Prog es una revista británica dedicada al rock progresivo, publicada por la compañía de medios Future plc. Editada por Jerry Ewing, se lanzó en marzo de 2009 como una escisión de Classic Rock y cubre tanto a los artistas clásicos como a los modernos.

## Historia
La revista Prog fue adquirida por Future plc, empresa responsable de sus publicaciones hermanas Classic Rock y Metal Hammer. Hasta el 2012 la revista se publicaba nueve veces al año, pero en ese momento empezó a distribuirse diez veces.
Según The Guardian en 2010, Prog vendía 22.000 ejemplares por número, la mitad de la tirada del magazín musical NME. El periodista y locutor Gavin Esler la describió en 2014 como "una de las pocas revistas musicales con una circulación saludable". En 2012 los miembros editoriales de la revista empezaron a celebrar los Premios de la Música Progresiva, encargados de reconocer a los máximos exponentes del género en diversas categorías.

### Reestructuración
El 19 de diciembre de 2016, la empresa de medios TeamRock registró la pérdida de aproximadamente setenta puestos de trabajo, tras experimentar dificultades financieras. Las publicaciones Classic Rock, Metal Hammer y Prog suspendieron temporalmente su publicación.
El 8 de enero de 2017 las mencionadas revistas fueron adquiridas por Future por 800.000 libras. El 27 de marzo de 2018, el contenido de dichas publicaciones se empezó a mostrar en el portal web Louder.